# Luigi Tartari
Luigi Tartari (Roma, 17 marzo 1924 – 7 ottobre 1989) è stato un politico italiano.

## Biografia
Esponente della Democrazia Cristiana, è stato assessore e vicepresidente della Regione Veneto nelle giunte presiedute da Angelo Tomelleri e da Pietro Feltrin. Come assessore, ebbe le deleghe ad Enti locali e Controlli. Per un breve periodo, dal 21 aprile al 25 maggio 1972, a seguito delle dimissioni di Pietro Feltrin, assunse temporaneamente la presidenza della Regione.
Muore all'età di 65 anni nell'ottobre del 1989.